# Глинский, Михаил Васильевич

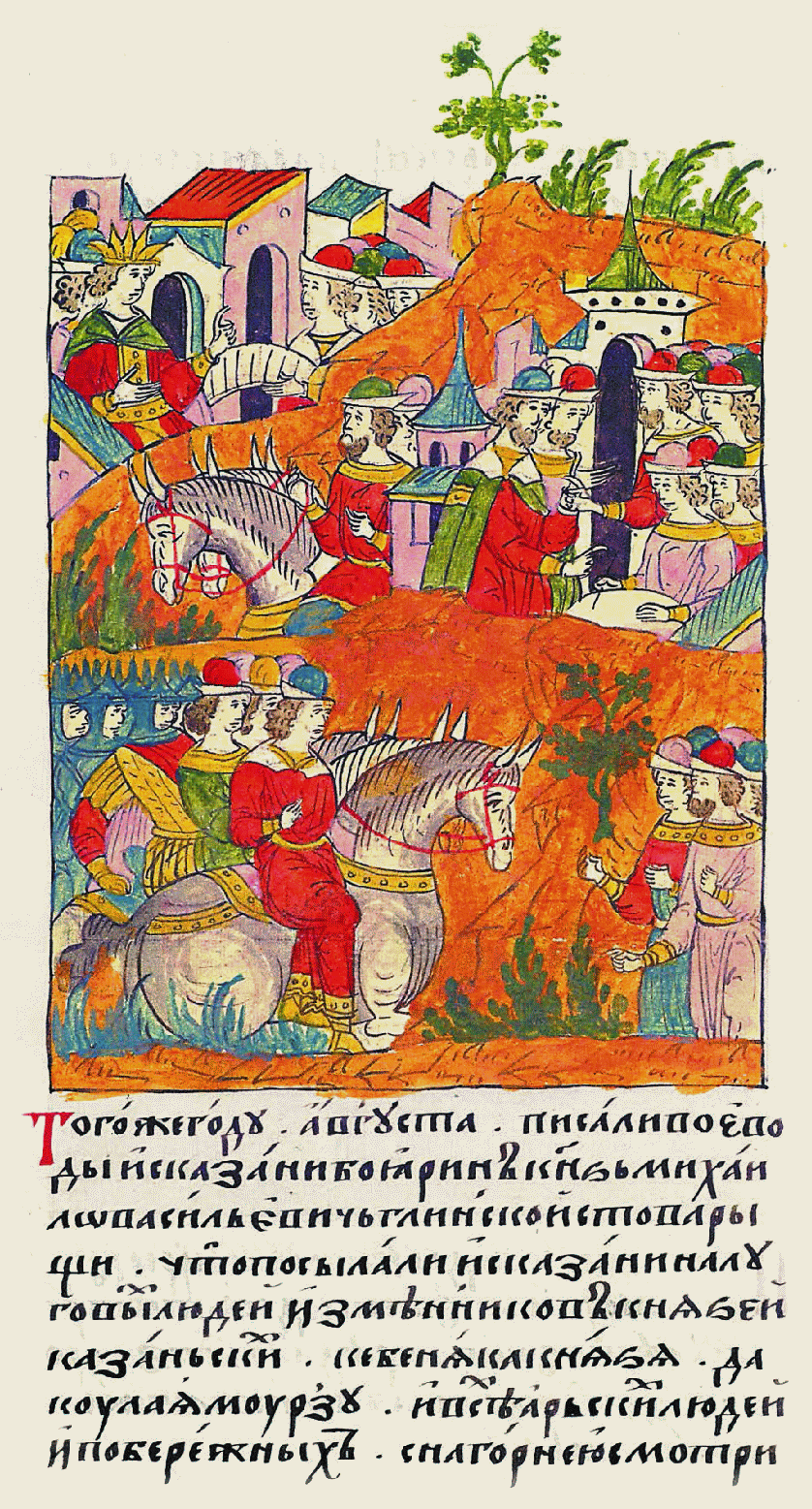
Лицевой летописный свод: «В том же году в августе писали воеводы из Казани, боярин князь Михайло Васильевич Глинский с товарищами, что посылали из Казани на изменников, луговых людей, князей казанских — Кевеняка-князя да Калая-мурзу и всех арских людей и побережных с Нагорною, чтобы посмотреть [на их службу, а с ними послали Митьку Кушелева. И казанцы солгали, царю государю изменили, на изменников не пошли]».

Миха́ил Васи́льевич Гли́нский (ум. 1559) — князь, боярин и воевода, сын литовского служилого князя Василия Львовича Глинского-Тёмного и Анны Якшич, брат Елены Глинской, родной дядька великого князя и царя Ивана Васильевича Грозного.

## Биография
В феврале 1533 года Михаил Глинский присутствовал на свадьбе удельного князя Андрея Ивановича Старицкого (младшего брата Василия III Ивановича) на Евфросинье Андреевне Хованской.
В 1541 году получил высший думный чин конюшего боярина. С 1543 года, после вызванного ими падения Шуйских, вместе с братом Юрием играл главную роль в управлении государством и навлек на себя ненависть народа и бояр.

Князь Андрей Курбский называет князя Михаила Глинского «всему злому начальником». В Царственной Книге сказано:
«В те поры Глинские у Государя в приближении и в жаловании (были), а от людей их чёрным людям насильство и грабеж; они же их от того не унимаху».
В 1544 году — Михаил Глинский был вторым воеводой в Туле, затем отправлен годовать на Каму и в Казань.
В январе 1547 года князь Михаил Васильевич Глинский присутствовал при венчании великого князя московского Ивана Васильевича на царство. Во время церемонии он носил за царем золотую миску с золотыми деньгами, а его брат Юрий Глинский осыпал царя золотыми. В феврале 1547 года на свадьбе царя Иоанна Васильевича с Анастасией Романовной Захарьиной Михаил Глинский был в должности конюшего.
В июне 1547 года за своё корыстолюбие едва не сделался жертвой бунта в Москве, после чего был лишён царём Иваном Васильевичем Грозным чина конюшего. Восставшие москвичи обвинили в пожаре князей Глинских и умертвили в церкви князя Юрия Васильевича. Его брат Михаил вместе с матерью Анной бежали из столицы во Ржев, пожалованный им царём в «кормление».
Устрашенный гибелью своего брата Юрия от рук бунтующих, Михаил Глинский, вместе с другом своим, князем Иваном Ивановичем Турунтаем-Пронским, в ноябре 1547 года бежал из ржевских имений в Литву. Царь Иван Васильевич Грозный, узнав о бегстве своего дяди Михаила и князя Ивана Турунтая Пронского, отправил за ними дворянский отряд под командованием князя Петра Ивановича Шуйского.
Настигнутые по дороге князем Петром Ивановичем Шуйским во ржевских местах «в великих и непроходимых теснотах», они вернулись в Москву, где 11 ноября были арестованы. На допросе князья утверждали, что шли на богомолье в Оковец. Их уличили во лжи, но, извиняя их бегство страхом, простили по просьбе духовенства и бояр.

В 1552 году князь Михаил Васильевич Глинский участвовал в третьем походе царя на Казанское ханство и во взятии Казани. Чтобы лишить осажденных казанцев связи с Крымом и Ногайской ордой, царь Иван Васильевич отправил князя Михаила Глинского с детьми боярскими, стрельцами и казаками на р. Каму, приказав по пути соединиться с отрядами устюжан и вятчан, чтобы занять все перевозы через реки Каму и Вятку. Во время осады Казани Михаил Васильевич Глинский вместе с воеводами Микулинским и Шереметевым были отправлены в погоню за отступающими татарами, пытавшимися бежать из Казани в окрестные леса.

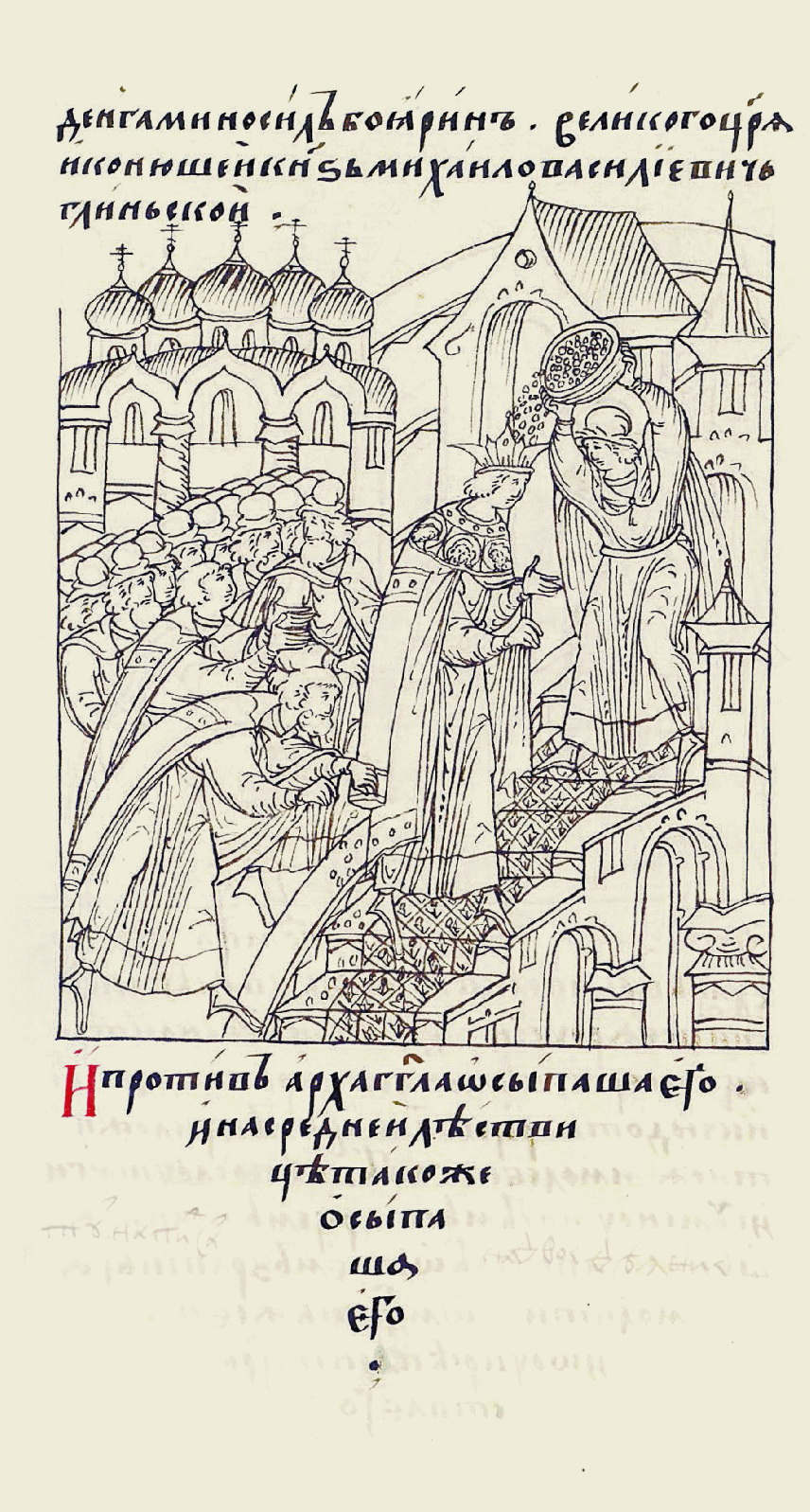
На венчании на царство Ивана Грозного Михаил Глинский держал блюдо с золотыми монетами

В ноябре 1553 года князь Михаил Глинский присутствовал на свадьбе крещенного казанского царя Симеона Касаевича, ему было велено быть «у царя на цареве дворе».
В 1554-1555 годах Михаил Васильевич Глинский — первый воевода в Казани на «вылазке». Вместе с князем Иваном Фёдоровичем Мстиславским участвовал в усмирении восстания луговых черемис (марийцев).
В 1556 году Михаил Глинский принимал участие в коломенском походе царя Ивана Васильевича Грозного. В 1556-1557 годах Михаил Васильевич был наместником в Новгороде, где заключил перемирие в марте 1557 года со Швецией.
Новгородский наместник Михаил Васильевич Глинский получил от царя право сбора судной пошлины с половины Новгорода. Ему принадлежал город Юрьевец Поволжский, крупные имения в ярославском, боровском и переяславском уездах.
В 1558 году, будучи новгородским наместником, боярин князь Михаил Васильевич Глинский, назначенный первым воеводой большого полка, возглавил большой поход на Ливонский орден. В январе 40-тысячная русская армия, в которую входили вспомогательные отряды казанских татар, черемисов, мордвы и кабардинцев, вторглась в Ливонию. Русские полки разорили и выжгли окрестности Нарвы, Нейгаузена, Киремпе, Мариенбурга, Курслава, Ульцена, Дерпта, Везенберга, Фалькенау, Конготы, Лаиса и Пиркеля. Ливонские крестоносцы были разбиты в боях под Дерптом и Везенбергом. Русские войска сильно опустошили Ливонию, захватив огромное количество пленников и большую добычу.
Главный русский воевода Михаил Васильевич Глинский, «столько любил корысть», что после возвращения из Ливонии его воины разоряли на границе псковские деревни и убивали местных жителей. За это по повелению царя у него было отобрано всё награбленное им во время похода. «И царь и великий князь про то на него опалился, и велел обыскати, кого грабили дорогою, и на нём доправити». Михаил Васильевич Глинский был отправлен в отставку и вскоре умер.
У Михаила Васильевича Глинского был единственный сын Иван (ум. 1602), крупный московский сановник, боярин и воевода, последний представитель княжеского рода Глинских в Русском царстве.